# Amara bickhardti
Amara bickhardti is een keversoort uit de familie loopkevers (Carabidae). De wetenschappelijke naam van de soort is voor het eerst geldig gepubliceerd in 1906 door Sainte-Claire Deville.